# Guillaume Rouelle

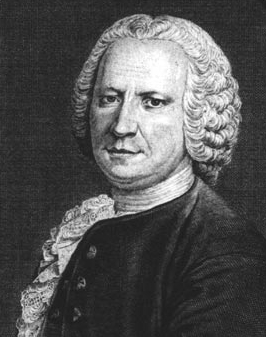
Guillaume-François Rouelle

Guillaume-François Rouelle (15. září 1703 v Mathieu – 3. srpna 1770 v Paříži) byl francouzský chemik a lékárník. V roce 1754 zavedl do chemie koncept báze jako látky, která reaguje s kyselinou za vzniku soli. Je známý jako l'Aîné (starší), aby se odlišil od svého mladšího bratra Hilaira Rouelleho, který byl také chemikem a je známý jako objevitel močoviny.
Rouelle je považován za průkopníka moderní chemie ve Francii. Chemie v té době překonávala odpor scholastiky, která se snažila o rozumové podepření církevních dogmat, a naopak získávala pozornost osvícenských filosofů, kteří v ní viděli nový vědní obor a způsob studia přírody v laboratoři.
Svými přednáškami vychoval nejlepší chemiky té doby a ovlivnil mnohé osvícence, kteří působili ve Francii na konci 18. století. Například Antoine Laurent de Lavoisier byl jedním z jeho studentů od roku 1761. Denis Diderot také pravidelně navštěvoval jeho přednášky v Jardin du Roi v letech 1754 až 1757.  
Rouelle byl členem Akademie neziskových věd v Erfurtu a Královské švédské akademie věd. V roce 1749 byl zvolen zahraničním členem Královské švédské akademie věd.

## Život a kariera

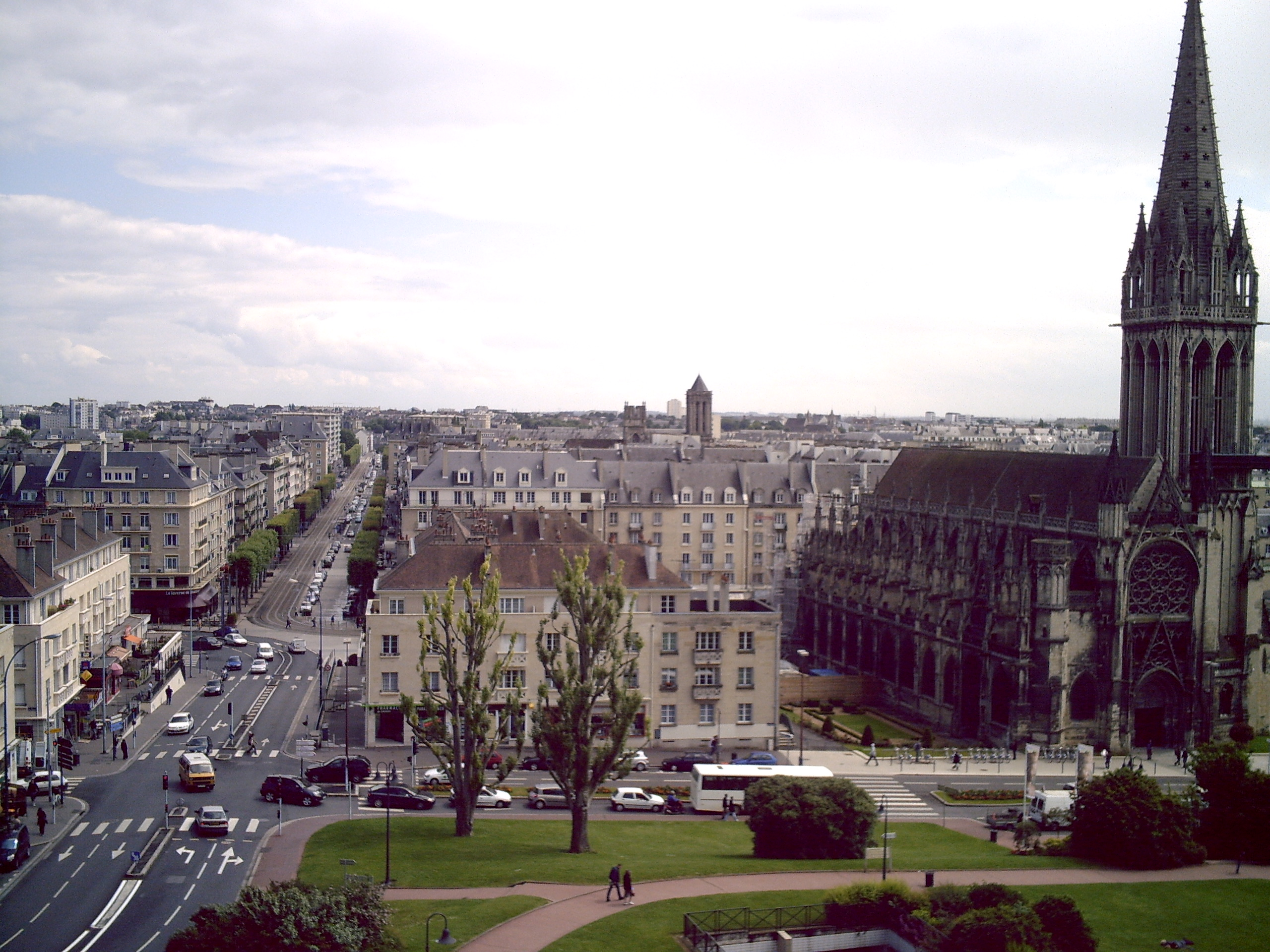
Caen, historické středisko Normandského vévodství (současnost)

Guillaume-François Rouelle se narodil 15. září 1703 v Mathieu v malé normanské vesnici 10 km severně od Caen. Byl synem Jacquese Rouelleho a jeho manželky Marie Bougon. Jeho mladším bratrem byl Hilaire-Marin Rouelle, který se stal jeho celoživotním spolupracovníkem a po jeho smrti následovníkem.
Guillaume vyrůstal v dobře situovaných venkovských rodinných poměrech a již v raném dětství byl velmi zvídavé dítě s potřebou neustále se rozvíjet. Po studiu na Collège du Bois v Caen začal navštěvovat univerzitu v Caen. Zde se věnoval především chemii na lékařské fakultě. Ve studiích pak pokračoval v Paříži.
V roce 1730 nastoupil do bývalé laboratoře Nicolase Lémeryho a pracoval pod vedením německého lékárníka Johanna Gottlobem Spitzleyho (1690–1750). Laboratoř se nacházela v Paříži v ulici Rue Saint-André-des-Arts a on zde pracoval sedm let.

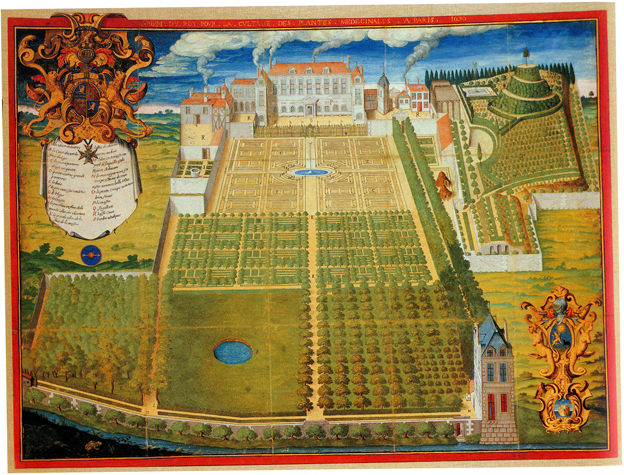
Jardin du Roi - královská zahrada v Paříži (1636)

V roce 1737 si jako samostatný lékárník založil vlastní výzkumnou laboratoř na Place Maubert. Svými experimenty a přednáškami si získal takovou reputaci, že byl v roce 1743 na doporučení Georgese-Louise Leclerca de Buffona jmenován experimentálním demonstrátorem chemie v Jardin du Roi (Královské zahradě). To byla zahrada léčivých rostlin, založená královským ediktem z roku 1635 jako státní instituce.
Rouelle byl vlivný a oblíbený pedagog. Učil mnoho studentů, mezi nimiž byli Denis Diderot, Antoine-Laurent de Lavoisier, Joseph Proust a Antoine-Augustin Parmentier. Jeho kurzy, demonstrace a přednášky navštěvovala také řada členů intelektuální elity, včetně Paula Heinricha Dietrich von Holbacha nebo Antoina-Augustina Parmentiera.
V roce 1744 byl Guillaume-François Rouelle jmenován do Académie royale des sciences jako pomocný chemik, adjoint-chimiste. V roce 1746 byla jeho laboratoř přestěhována do Rue Jacob na rohu Rue des Deux-Anges, kde pokračoval ve svých předchozích aktivitách. Požádal také o přijetí do Communauté des apothicaires de Paris (Společenství lékárníků v Paříži). Odmítl místo premiéra apothicaire Ludvíka XV. (první lékárník krále), ale přijal místo inspecteur général de la pharmacie v Hôtel-Dieu (generální inspektor farmacie). V roce 1768 na své místo rezignoval.
Rouelle byl ženatý s Anne Mondonovou a měli spolu celkem dvanáct dětí. Jejich dcera Françoise-Julie Rouelle (1752–1788) se v roce 1771 provdala za chemika Jeana Darceta (1724–1801).

## Výzkum

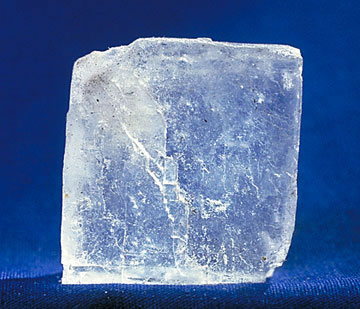
Krystalická sůl (chlorid sodný NaCl)

- Krystalická sůl (chlorid sodný NaCl)Oba bratři Rouelleové byli zruční experimentátoři, přinášeli mnoho nových nápadů a měli tak velký vliv na rozvoj moderní chemie.
- Guillaume Rouelle se zabýval především solemi. Od starověku se termín sůl používal pro látky rozpustné ve vodě a mající slanou chuť (především pro mořskou sůl). V myšlení chemiků v 17.-18. století se postupně sůl změnila z látky, která dává věcem obsah, na látku vznikající spojení kyseliny a zásady. Jean-Jacques Rousseau dokonce prohlásil, že soli jsou hlavním předmětem, kterým se chemie zabývá.
- Guillaume Rouelle díky svému výzkumu dokázal přesněji definovat pojem sůl a sole rozdělil na neutrální, kyselé a zásadité soli. Neutrální soli (dnes jenom soli) rozdělil do dvou hlavních tříd, v závislosti na různém množství vody potřebném k jejich rozpuštění. Tyto dvě hlavní třídy později rozdělil do šesti podtříd a dále podle kyselých a zásaditých zbytků, které obsahovaly. Později byly přidány další metody pro klasifikaci solí podle tvaru krystalů, způsobu jejich vzniku atd.
- V roce 1754 zavedl do chemie koncept báze (zásady) jako látky, která reaguje s kyselinou za vzniku soli. Bázi definoval jako produkt vzniklý spojením kyseliny s jakoukoli látkou, ať už je to ve vodě rozpustná alkálie, těkavá alkálie, savá zemina, kov nebo olej, schopný sloužit jako základ pro vznik soli tím, že jí dává konkrétní nebo pevnou formu.
- Kromě svého výzkumu neutrálních solí publikoval články o reakcích terpentýnu a dalších esenciálních olejů s kyselinou dusičnou. Psal také o metodách balzamování praktikovaných ve starověkém Egyptě.
- Guillaume Rouelle byl stoupencem flogistonové teorie Georga Ernsta Stahla, jehož myšlenky sdílel, ale flogistonový koncept postupně přehodnocoval.

## Výběr z díla
Paměti předložené Královské akademii věd
- Memoáry o neutrálních solích, ve kterých je navrženo metodické rozdělení těchto solí, které usnadňuje přístup k teorii jejich krystalizace, 1744
- O krystalizaci mořské soli, 1745
- O zapálení terpentýnového oleje čistou kyselinou dusitou po procesu Borrichius a o zapálení několika éterických olejů expresí se stejnou kyselinou a ve spojení s kyselinou vitriolovou, 1747
- O balzamování Egypťanů, 1750
- Memoáry o neutrálních solích, ve kterých jsou známy dvě nové třídy neutrálních solí a je vyvinut jedinečný jev nadbytku kyseliny v těchto solích, 1754.

Další publikace
- Chemické analýzy nových minerálních, jedovatých, železitých vod, objevených v Passy v domě Madame de Calsabigi. S léčivými vlastnostmi stejných vod, založenými na pozorováních nejslavnějších lékařů a chirurgů, jejichž autentické certifikáty jsou hlášeny, 1757
- Průběh chemických pokusů. Rostliny, zvířata a minerály jsou předmětem těchto experimentů a tvoří z nich tři části, 1759
- Pokusy provedené pány Rouellem a d'Arcetem podle pokusů pana Sage o množství zlata, které se získává z ornice a z rostlinného popela
- Výklad principů a ctností vody z pramene objeveného u Vaugirardu v zahradě M. Le Meunnié